# Ourvision
Ourvision (букв. с англ. — «Нашевидение») — ежегодный музыкальный конкурс наподобие Евровидения, проводящийся по Финляндии среди иммигрантов. Конкурсанты соревнуются в пяти категориях: Европа-видение, Афро-видение, Азия-видение, Америка-видение и Араб-видение. Из каждой группы выбираются два финалиста для заключительного финального концерта, на котором будет выбран победитель. Главный приз — €2500, и контракт с финской звукозаписывающей компанией. Среди жюри — известные финские музыканты и продюсеры.

## Внешние ссылки
- Официальный сайт
- Статья в Helsinki Times
- Статья в SixDegrees (недоступная ссылка)